# I ragazzi del coro
I ragazzi del coro (The Choirboys) è un film del 1977 diretto da Robert Aldrich, tratto dal romanzo I chierichetti di Joseph Wambaugh.
Nonostante il successo di botteghino ed il cast ricchissimo - buona parte si affermeranno in seguito presso le grandi produzioni  -  il film si può indicare come una commedia minore e la meno conosciuta del regista Robert Aldrich, distintosi precedentemente con titoli altisonanti.

## Trama
Los Angeles 1977. In una scalcinata sezione di polizia si intrecciano le storie di una dozzina di agenti con problemi disciplinari con un rapporto travagliato con i superiori, costretti a svolgere il servizio notturno. Tutti provengono da realtà infelici o drammatiche: alcuni  reduci dalla guerra del Vietnam, altri con dipendenza da droghe ed alcoolici, angustie che tentano di lenire con riunioni in un parco al termine del servizio.
La figura carismatica del gruppo è "Spermwhale" Whalen, un agente anziano prossimo al pensionamento che sogna un'imbarcazione da diporto e di togliersi qualche soddisfazione nei confronti del petulante tenente Grinsley, detto "Grizzly"; Whalen lavora in coppia con Baxter Slate, un giovane agente che, a causa dell'educazione restrittiva impartitagli in un collegio di gesuiti e dalla mancanza di una figura paterna, si incontra in segreto con la prostituta "Foxy" Gina.
Slate, Sam ed Harold, sono trasferiti alla squadra Buon Costume, diretta dall'eccentrico sergente Scuzzi. Gli agenti si dimostrano degli inetti, per scoprire casualmente che Gina gestisce un club per prestazioni sadomaso. La situazione precipita quando vi irrompono, trovando Baxter sotto le costrizioni e se ne vanno senza procedere contro. Il giorno dopo Baxter viene trovato suicida.
La sera stessa tutti si ritrovano al parco e Roscoe rivela dei particolari circa il gesto estremo. Sam dapprima furioso e sentendosi colpevole, si ubriaca e viene rinchiuso nel furgone da Roscoe. Egli soffre di claustrofobia e lo spazio ristretto gli fa rivivere una situazione critica subita in guerra. Tentando disperatamente di uscire, un giovane omosessuale apre lo sportello del mezzo, ma l'altro gli spara uccidendolo.
Indecisi gli agenti seguono l'idea di Harold, di inscenare un incidente ma il vice capo della polizia Riggs, temendo le conseguenze che potrebbero derivare dall'alto si rifiuta di coprirli. Con la complicità del tenente "Grizzly", costringe Whalen al prepensionamento, scaricando la responsabilità su Sam.
Whalen, venuto al corrente dell'azione del vice capo da un articolo di giornale speditogli da Calvin, assente la notte dell'omicidio e quindi l'unico ad essere rimasto in servizio, ritorna a Los Angeles e persuade i ragazzi a testimoniare contro Riggs. Il superiore sarà incriminato, probabilmente con "Grizzly", la squadra al completo ritornerà in servizio e Whalen avrà finalmente la soddisfazione che cercava verso il dipartimento.